# Cusabo

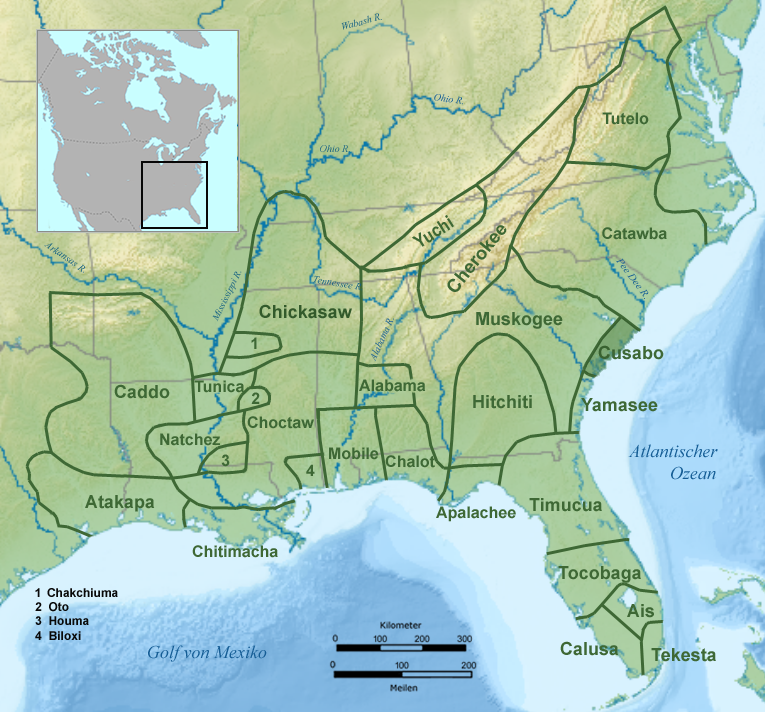
Stammesgebiet der Cusabo im 17. Jahrhundert.

Die Cusabo (auch Corsaboy) waren ein nordamerikanisches Indianervolk, das an der Atlantikküste des heutigen Bundesstaates South Carolina im Südosten der Vereinigten Staaten lebte. Das Siedlungsgebiet erstreckte sich vermutlich zwischen dem heutigen Charleston und dem Savannah River. Die Cusabo werden oft auch als die Settlement Indians („Siedlungsindianer“) South Carolinas bezeichnet.

## Stämme
Die Cusabo-Konföderation umfasste insgesamt neunzehn Stämme, darunter die Ashepoo, Combahee, Coosa (auch Coosaw, Cussoe oder Kussoe), Edisto, Escamacu (beziehungsweise die St. Helena Indians), Etiwan (auch Irwan oder Eutaw), Kiawah, Stono, Wando, Wappoo and Wimbee. Weitere nicht aus dem Volk der Cusabo stammende Gruppen in dem Gebiet waren nach einem Bericht aus dem Jahre 1696 die Sewee und die Santee.

## Sprache
Die Sprache der Cusabo ist unbekannt und existiert heute nicht mehr. Es gibt Hinweise, dass es eine gemeinsame Sprache gab, die von mindestens fünf Stämmen an der Küste und zwischen dem Unterlauf des Savannah bis an den Wando River, östlich von Charleston, gesprochen wurde. Sie unterschied sich von der Sprache der Guale und der Sewee. Es ist wahrscheinlich, dass die Ashepoo, Combahee, Escamaçu, Etiwan und die Kiawah die Sprache, die als Cusaboan bezeichnet wird, verwendet haben. Von der Sprache wurden im 16. Jahrhundert nur einige wenige Worte durch René Goulaine de Laudonnière aufgezeichnet, darunter Skorrye oder Skerry, was etwa dem Wort „böse“ entspricht oder „Feind“ bedeutet. Für die meisten Wörter gibt es keine Übersetzung. Etwa 100 der erhaltenen Wörter sind Ortsbezeichnungen und 12 weitere sind Namen. Die Ortsbezeichnungen scheinen nicht mit den Sprachen der Algonkin, der Irokesen oder der Muskogee verwandt zu sein. Es gibt lediglich einige mit der Sprache der Catawba verwandte Ortsbezeichnungen in den Gebieten, in denen auch die Sewee und Santee lebten.
John Reed Swanton vermutete, dass das Element „bou“ oder „boo“ dem „bou“ in dem Wort Westo boe entspricht, das „Westoe Fluss“ bedeutet. Dies wiederholt sich in vielen Bezeichnungen der Küstenregion und ist eventuell mit dem ebenfalls Fluss bedeutendem -bok der Choctaw verwandt. Auf dieser Grundlage spekulierte er, dass die Cusabo ein Stamm der Muskogee seien. Anderen Forschungen nach ist dies ein reiner Zufall, insbesondere weil die ältere Choctaw-Form „bayok“ lautete und „kleiner Fluss“, beziehungsweise „Teil eines Deltas“ bedeutet. Blair Rudes hingegen vermutet, dass die Nachsilbe „bo“ eine Verwandtschaft zu den Arawak-Sprachen nahelegt.

## Geschichte
Das Siedlungsgebiet der Cusabo lag inmitten der britischen Kolonie South Carolina und zwischen dem Stamm und den Kolonisten entstanden enge Verbindungen. Im ersten Jahrzehnt nach der Gründung der Stadt Charles Town im Jahre 1670 gab es Konflikte und Auseinandersetzungen zwischen einigen Cusabo und den Kolonisten. Die Kussoe (Coosa) waren die ersten Cusabo, die einen militärischen Konflikt auslösten und South Carolina erklärte ihnen 1671 den Krieg. In der Folge zogen sich Kussoe zwar in Verstecke zurück, blieben aber in der Region. In den Entstehungsjahren der Kolonie war es den Indianern ein Leichtes, die Kolonie zu beherrschen, sofern sie das wollten. Es gab dennoch in den nächsten drei Jahren keine Berichte über die Kussoe oder den Krieg mit ihnen. Die Urkunden der Kolonie legen nahe, dass 1674 ein Angriff der Kussoe drei Siedler das Leben kostete. Im selben Jahr kam es zu einem weiteren Konflikt mit einem anderen Stamm der Cusabo, den Stono. Diese Auseinandersetzung verlief ähnlich dem Kussoe-Krieg und wird häufig mit der späteren Stono-Aufstand verwechselt, an der jedoch afrikanische Sklaven beteiligt waren. Es ist aus den Unterlagen nicht zu entnehmen, wie die Konflikte endeten, offensichtlich jedoch im Sinne der Siedler South Carolinas, denen großflächige Ländereien abgetreten wurden. Die Kussoe wurden verpflichtet, einmal monatlich einen symbolischen Tribut im Werte eines Hirschfelles zu leisten. Trotz dieser Konflikte lebten die Kussoe und die Stono, ebenso wie andere Stämme der Cusabo, bis zum Ausbruch des Yamasee-Krieges 1715 relativ einvernehmlich mit den Kolonisten der Region.
Zu den wirklich mächtigen Verbündeten South Carolinas gehörten die Westo, die während der 1670er zahlreiche Überfälle auf nahezu jeden anderen Stamm der Region begingen, um Sklaven zu rauben. In den späten 1670ern geriet South Carolina selbst in einen Konflikt mit den Westo. Eine der Forderungen der Kolonialregierung war, die Überfälle auf die Cusabo und andere Settlement Indians durch die Westo zu beenden. Da diese Angriffe nicht aufhörten, gab es zwischen 1679 und 1680 gemeinsame Aktionen zwischen den Kolonisten und den verbündeten Cusabo, die schließlich zur Vernichtung der Westo führten.
Um die Jahrhundertwende waren die Cusabo weitgehend in die weiße Gesellschaft South Carolinas integriert, obwohl sie ihre indigene und stammesbezogene Identität bewahrten und in ihren eigenen Dörfern lebten. Eine Beziehung entstand zum Beispiel dadurch, dass sich die Indianer als Art Polizei und Sicherheitstruppe im Austausch für Waren, Waffen und Geld engagierten. Die Indianer wurden für die Felle erlegten „Ungeziefers“ bezahlt, darunter fielen beispielsweise Wölfe, Pumas und Bären. Außerdem jagten sie Wild und verkauften das Fleisch an die Siedler. Ihre wesentliche Aufgabe war allerdings, entflohene Sklaven wieder einzufangen. South Carolina unterstützte und bestärkte die Indianer in ihrem Hass auf Afrikaner, während sie im Gegenzug die Ängste der Afrikaner vor den Indianern schürte. Eine Anzahl von Gesetzen bewirkte, dass die Indianer für das Einfangen von Sklaven reichlich belohnt wurden und sie straflos blieben, sollte einer der Sklaven bei der Jagd getötet werden. Hingegen wurden empfindliche Strafen für Afrikaner verhängt, die einen Indianer attackierten. Aus der Mitte des 18. Jahrhunderts bestehen Berichte, dass es mehr als 400 Settlement Indians gab, deren Hauptaufgabe es war, „Wild zu jagen, Ungeziefer und Raubtiere zu vernichten und entflohene Sklaven zu fangen“.
Während des Tuscarora-Krieges traten die Cusabo in die erste Armee South Carolinas unter John Barnwell ein, der die Tuscarora in North Carolina in den Jahren 1711 und 1712 bekämpfte. In der Yamasee Company gab es allerdings weniger als fünfzehn Krieger der Cusabo. 1712 übereignete South Carolina den Cusabo die Insel Palawana Island nahe St. Helena Island, auf der bereits etliche Stammesmitglieder lebten. Eine von John Barnwell durchgeführte Volkszählung im Frühjahr 1715 ermittelte für die Cusabo (Corsaboy) eine Bevölkerung von 95 Männern, 200 Frauen und Kindern, die in fünf Dörfern lebten. Die Itwan, ein weiterer Stamm der Cusabo, der separat gelistet wurde, umfasste 80 Männer und 160 Frauen und Kinder in einem Dorf. Während des Yamasee-Krieges im Jahre 1715 waren die Cusabo eine der wenigen indigenen Gruppen, die sich auf die Seite South Carolinas schlugen. Nach dem Krieg zogen die meisten von ihnen allerdings fort und vereinigten sich entweder mit den Creek oder den Catawba.